# 林克羅夫特 (新澤西州)
林克羅夫特（英語：Lincroft）是位於美國新澤西州蒙茅斯縣的普查規定居民點。

## 人口
根據2020年美國人口普查的數據，林克羅夫特的面積為15.01平方千米，當中陸地面積為14.46平方千米，而水域面積為0.55平方千米。當地共有人口7060人，而人口密度為每平方千米470.35人。